# Soze
Soze so naselje v Občini Ilirska Bistrica.